# Monture Nikon 1
La monture Nikon 1 est un type de monture d'objectif interchangeable qui a été développé par Nikon pour ses appareils photographiques hybrides au format Nikon CX. La monture 1 a été introduite pour la première fois sur la série Nikon 1 en 2011, et est une monture à baïonnette dont le tirage mécanique est de 17,05 mm.
La ligne de produits s'appuyant sur ce type de monture a été annoncée comme officiellement arrêtée en 2018 par Nikon, avec un dernier appareil (le Nikon 1 J5) sorti en 2015.

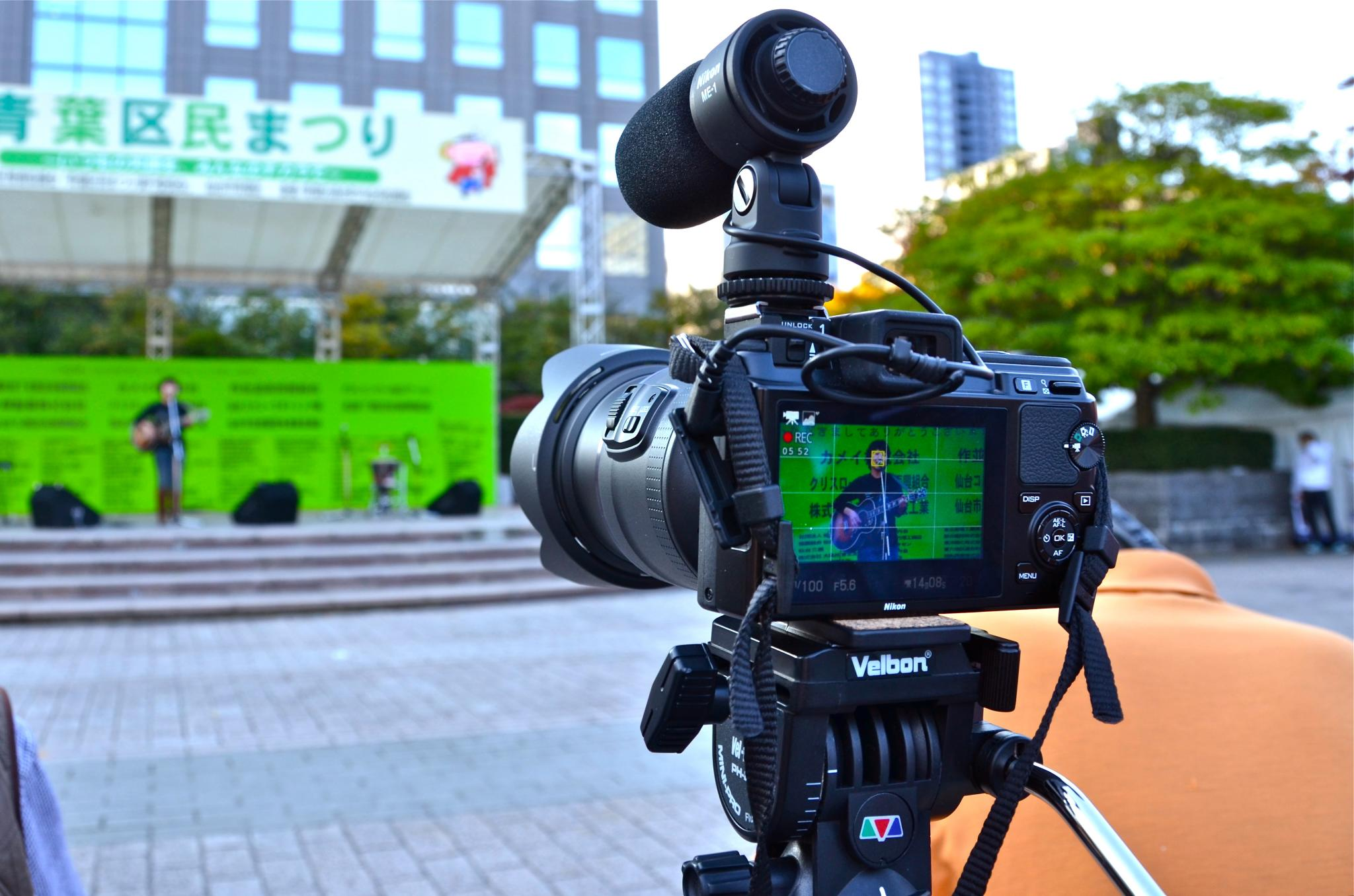
Nikon 1 V1 avec un Nikkor VR 10-100mm f/4.5-5.6 PD-Zoom équipé d'un microphone stéréo ME-1 en mode vidéo HD

## Compatibilité avec lamonture Nikon F
L'adaptateur FT1 pour monture F permet d'utiliser tous les objectifs à monture F, en particulier ceux à moteur autofocus intégré (en). L'adaptateur FT1 est compatible avec tous les objectifs AI-P, AF, AF-S, D et G et compatibles, fournissant la commande de l'ouverture et de l'autofocus avec tous les objectifs équipés d'un moteur autofocus intégré. Il permet d'utiliser aussi les objectifs Pre-AI, AI, AI-S et E sans commande de l'ouverture ainsi que les objectifs dont des éléments dépassent de la monture (nécessitant le blocage du miroir sur les appareils photo équipés de miroir). Bien que non recommandé, elle peut être utilisée avec des multiplicateurs de focale pour des téléobjectifs extrêmes,.